# Иранское научное общество изобразительного искусства
Иранское научное общество изобразительного искусства (перс. انجمن علمی پژوهشی هنرهای تجسمی‎) — одно из научных обществ Ирана, созданное для развития изобразительного искусства в стране.

## История
Иранское научное общество изобразительного искусства начало свою деятельность в 1989 г. под эгидой  Министерства науки, исследований и технологий в категории «фундаментальные науки». Общество является некоммерческой организацией, работающей в научно-исследовательской и практической областях.

## Обязанности и направления деятельности
Деятельность Общества охватывает все отрасли искусствоведения в различных видах изобразительного искусства, в теоретической проблематике исламского искусства, в искусстве Ирана с древнейших времён до настоящих дней и в мировом искусстве. Общество может сформировать группы и комитеты, которые будут действовать на основании круга обязанностей, определённого для них Советом управляющих.

1. Проведение научных исследований на национальном и международном уровнях силами специалистов, так или иначе имеющих дело с этой областью искусства.

2. Сотрудничество с органами исполнительной власти и научно-исследовательскими учреждениями в сфере оценки, пересмотра и реализации образовательных и исследовательских проектов и программ, соответствующих направлению деятельности Общества.

3. Стимулирование исследователей и чествование выдающихся учёных.

4. Предоставление образовательных, исследовательских и научно-технических услуг.

5. Проведение научных конференций на национальном, региональном и международном уровнях.

6. Публикация научных монографий и периодических изданий.

7. Проведение выставок, посвящённых искусству.

8. Проведение экспозиций для продажи произведений искусства (с целью активизации рынка искусства в соответствии с мировыми тенденциями).

## Научные группы Общества
1. Специализированные группы

2. Комитет по образовательной и исследовательской деятельности

3. Издательский комитет

4. Комитет по статистике и информации

5. Комитет по протоколу и связям с общественностью

6. Комитет по проведению научных конференций.

В случае необходимости Общество имеет право сформировать другие группы и комитеты.

## Список управляющих
- Управляющий по связям с общественностью: Пайизак Палудж
- Старшие инспекторы: Фаридун Мардани, Марйам Мунеси
- Второй инспектор: Неда Хазрати
- Администратор сайта: Сима Паксерешт
- Заведующий отделом кадров: Сомийе Дехкан
- Заведующий финансовым отделом: Мостафа Хазаи
- Ответственный за выпуск информационного бюллетеня: Захра Айши
- Исполнительный директор периодического журнала: Наргес Хуризад
- Заведующий отделом переводов: Марйам Аминийан, г-жа Фирузкухи
- Ответственный за работу с учебными заведениями: Захра Айши, Сима Паксерешт
- Пресс-секретарь: Фатеме Абдоллазаде, г-жа Форуги, Йаша Заманпур
- Ответственный за выставочную деятельность: Фаримах Фатеми
- Ответственный за проведение обучающих семинаров: Марйам Резки Рад
- Председатель комитета по промышленному дизайну: Марзийе Аллахдади
- Председатель комитета по дизайну одежды: Марйам Мунеси[2].